# Powiat nowomiejski

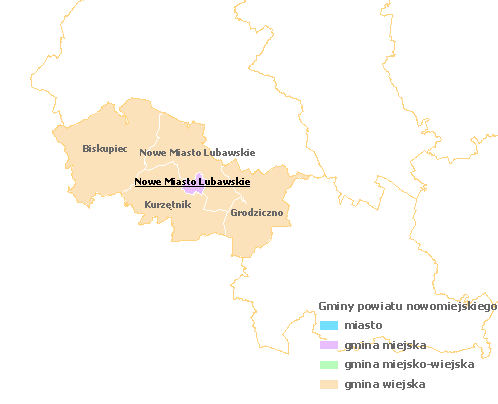
Gminy powiatu nowomiejskiego

Powiat nowomiejski – powiat w Polsce (województwo warmińsko-mazurskie), istniał w latach 1948–1975 jako następca powiatu lubawskiego, a ponownie utworzony w roku 1999 w ramach reformy administracyjnej. Jego siedzibą jest miasto Nowe Miasto Lubawskie.
Według danych z 31 grudnia 2019 roku powiat zamieszkiwały 43 822 osoby. Natomiast według danych z 30 czerwca 2020 roku powiat zamieszkiwało 43 769 osób.

## Charakterystyka
Powiat nowomiejski leży w południowo-zachodniej części województwa warmińsko-mazurskiego i składa się z:
- gminy miejskiej: Nowe Miasto Lubawskie
- gmin wiejskich: Biskupiec, Grodziczno, Kurzętnik, Nowe Miasto Lubawskie
- miasta: Nowe Miasto Lubawskie.

Graniczy z powiatem iławskim, działdowskim, brodnickim i grudziądzkim. Powiat zamieszkuje ponad 44 tys. mieszkańców w 101 miejscowościach. 
Powiat leży na styku historycznych ziem: sasińskiej, pomezańskiej, chełmińskiej, lubawskiej i michałowskiej. Ze względu na bogatą przeszłość historyczną na jego obszarze znajduje się wiele obiektów zabytkowych: sakralne, m.in. Bazylika św. Tomasza Apostoła w Nowym Mieście Lubawskim z XIII-XV wieku oraz zespoły dworskie, m.in. w Kurzętniku, Bratianie, Bielicach, Czachówkach i Łąkorku. Z architektury zachowały się ruiny gotyckiego zamku kapituły chełmińskiej w Kurzętniku z XIV wieku, pozostałości kościoła i klasztoru reformatów w Łąkach Bratiańskich oraz pozostałości bram i murów obronnych w Nowym Mieście Lubawskim. Przez teren powiatu przebiega Szlak Turystyczny Pętli Grunwaldzkiej łączący najważniejsze punkty na trasie związane z jedną z największych bitew, która odbyła się 15 lipca 1410 r.        
Gospodarka powiatu nowomiejskiego reprezentowana jest przez rolnictwo oraz przemysł. Dominującą gałęzią przemysłu jest przemysł drzewny, głównie meblarski i wyrobów stolarskich, w tym galanterii drzewnej, stolarki budowlanej oraz tartaczny. Największe firmy tej branży to Szynaka Meble, ORiSTO, Jawor-Parkiet oraz DOORSY. Kolejną wyróżniającą się gałęzią przemysłu jest przemysł metalowy oraz związany z przetwarzaniem materiałów z tworzyw sztucznych reprezentowany przez firmę Expom, Lüttgens Polska.
Teren powiatu charakteryzuje się dużym zróżnicowaniem rzeźby terenu: dominują tu pagórki, jeziora, rzeki i lasy. W granicach administracyjnych znajdują się częściowo dwa parki krajobrazowe: Brodnicki, Welski, a także obszary chronionego krajobrazu i liczne rezerwaty przyrody. Przez powiat przepływa rzeka Drwęca, najdłuższy i największy prawy dopływ Wisły w północnej Polsce. Czyste środowisko i dziewicza przyroda były zachętą do tworzenia licznych gospodarstw agroturystycznych. Turyści mogą korzystać z wędkowania, żeglowania, kajakarstwa, jazdy konnej, wędrówek pieszych, jazdy rowerowej oraz skosztować lokalnych przysmaków regionalnych. W sezonie działają ośrodki wypoczynkowe w Rynku nad jeziorem Kiełpińskim, nad jeziorem Wielkie Partęczyny i w Ostaszewie nad jeziorem Hartowieckim. Latem organizowane są plenerowe imprezy kulturalne. Do najważniejszych z nich należą: Dni Nowego Miasta Lubawskiego, Dni Kurzętnika, Święto Gęsi w Biskupcu, Powiatowe Święto Plonów, Jarmark Wielkanocny, Jarmark Bożonarodzeniowy oraz liczne koncerty, festyny i pikniki organizowane przez gminy. Unikatowe walory przyrodnicze sprawiają, że wypoczynek oferowany w powiecie nowomiejskim może zamienić się w prawdziwą przygodę, a to za sprawą największego w północnej Polsce ośrodka sportów zimowych Kurza Góra w Kurzętniku. Obiekt to raj dla zwolenników sportów zimowych, wyposażony jest w dwie trasy zjazdowe dla narciarzy i snowboardzistów, lodowisko oraz zimowy park rozrywki dla dzieci. 

## Władze
Rada Powiatu w Nowym Mieście Lubawskim VII kadencja (2024-2029):
1. Andrzej Andrzejewski
2. Marcin Buliński
3. Urszula Ewertowska
4. Damian Godziński
5. Tadeusz Graszek
6. Jadwiga Kondeja
7. Andrzej Korecki
8. Wojciech Kozłowski  - Wiceprzewodniczący Rady
9. Anna Lewicka
10. Przemysław Majas
11. Iwona Mrozińska
12. Leszek Sargalski
13. Agata Szulc
14. Kazimierz Wiśniewski - Przewodniczący Rady
15. Marek Ząbkiewicz - Wiceprzewodniczący Rady
16. Daniel Zdanowski
17. Edward Żuralski

Zarząd Powiatu w Nowym Mieście Lubawskim - VII kadencja:
1. Marcin Buliński
2. Przemysław Majas
3. Iwona Mrozińska
4. Daniel Zdanowski
5. Edward Żuralski - Przewodniczący Zarządu

Starosta Nowomiejski - Edward Żuralski, Wicestarosta - Iwona Mrozińska, Sekretarz - Ewa Kalisz-Górzkowska, Skarbnik - Sebastian Kiński

### Starostowie po 1999 roku
- Zbigniew Muchliński - 12.11.1998 - 12.04.1999
- Wacław Derlicki - 27.04.1999 - 16.11.2002
- Stanisław Czajka - 16.11.2002 - 30.11.2010
- Ewa Dembek - 30.11.2010 - 01.12.2014
- Zbigniew Ziejewski - 01.12.2014 - 27.02.2015
- Andrzej Ochlak - 27.02.2015 - 22.11.2018
- Andrzej Ochlak - 22.11.2018 - 06.05.2024
- Edward Żuralski - od 06.05.2024

## Gospodarka
W końcu września 2019 liczba zarejestrowanych bezrobotnych w powiecie nowomiejskim obejmowała ok. 1,2 tys. mieszkańców, co stanowi stopę bezrobocia na poziomie 7,3% do aktywnych zawodowo.

## Historia
W latach 1818–1948 na terenie obecnego województwa warmińsko-mazurskiego, istniał powiat lubawski poprzednik obecnego powiatu nowomiejskiego. Powiat powstał 1 kwietnia 1818 na terenie Prus Zachodnich. Był jednym z najrdzenniejszych polskich powiatów (o wskaźniku 96,6% ludności polskiej). Mimo że nazwa powiatu wywodzi się od miasta Lubawy, ośrodkiem administracyjnym było ważniejsze pod względem społeczno-gospodarczym Nowe Miasto Lubawskie (dawniej Nowe Miasto nad Drwęcą). Urzędował tu landrat pruski).
Na mocy traktatu wersalskiego z 28 czerwca 1919 powiat został przyłączony do Polski. Polskie władze przejęły powiat 19 stycznia 1920. W okresie międzywojennym powiat lubawski należał do województwa pomorskiego z siedzibą w Toruniu i był powiatem przygranicznym (na odcinku ok. 100 km). Również po II wojnie światowej przejściowo (do 1950 roku) podlegał władzom w Bydgoszczy. Na krótko, siedzibą powiatowej rady ludowej przejściowo została Lubawa, jako najsilniejszy ośrodek polski.
W 1948 zmieniono nazwę powiatu na powiat nowomiejski, który w 1950 przeniesiono do województwa olsztyńskiego (po raz pierwszy w dziejach Lubawy i Nowego Miasta Lubawskiego, miasta te podlegały Olsztynowi). W 1975 roku, w związku z nową reformą administracyjną (utworzenie 49 województw i likwidacja powiatów), oba silnie ze sobą związane miasta rozdzielono przez nowe województwo olsztyńskie i województwo toruńskie.

## Zabytki
- Ruiny sanktuarium maryjnego i klasztoru reformatów w Łąkach Bratiańskich.
- Ruiny zamku kapituły chełmińskiej w Kurzętniku.
- Pozostałości budowli obronnych (mury, baszta, fosa) w Nowym Mieście Lubawskim.
- Bazylika w Nowym Mieście Lubawskim (m.in. figura Matki Bożej Łąkowskiej, malowidła gotyckie, barokowe, gotycka grupa Dźwiganie Krzyża, gotycki nagrobek Kunona von Liebensteina, kaplica Działyńskich, renesansowe i barokowe ołtarze).
- Ruiny zamku w Bratianie.
- Założenie urbanistyczne Kurzętnika.
- Inne (zespoły dworskie, kościoły).

## Sąsiednie powiaty
- warmińsko-mazurskie: powiat iławski, powiat działdowski
- kujawsko-pomorskie: powiat brodnicki, powiat grudziądzki